# Apagão no Brasil em 2018
O Apagão no Brasil em 2018 ocorreu no dia 21 de março do mesmo ano e atingiu todas as regiões do país, tendo maior intensidade e duração nas regiões Norte e Nordeste.
Segundo o Operador Nacional do Sistema Elétrico (ONS), a queda ocorreu devido a uma sobrecarga em algumas linhas de transmissão do Sistema Interligado Nacional, o que causou o desligamento de cerca de 18 mil megawatts, correspondente a 22,5% da capacidade nacional. A queda, que ocorreu às 15h48min (Horário de Brasília), atingiu principalmente os estados de Alagoas, Amapá, Amazonas, Bahia, Ceará, Maranhão, Pará, Paraíba, Piauí, Pernambuco, Rio Grande do Norte, Rondônia, Sergipe e Tocantins, localizados nas regiões Norte e Nordeste do Brasil. Segundo a ONS, 94% dos municípios destes estados foram afetados. Pelo menos, 83 milhões de habitantes foram afetados com a queda de energia.
O apagão também teve efeitos nas regiões Sul e Sudeste, principalmente nos estados de São Paulo, Minas Gerais, Paraná, Santa Catarina, Rio Grande do Sul e no Distrito Federal, porém nestas localidades, a energia foi restabelecida logo às 16h15min (Tempo de Brasília).